# Оптична інтегральна схема
Опт́ична інтегрáльна схéма, фотонна інтегральна схема, ОІС, ФІС (англ. Optical integrated circuit) — монолітна інтегральна схема або гібридна інтегральна схема, яка містить один або більше вузлів, призначених для функціонування як фотоприймача, фотоемітера або виконання оптичних, електрооптичних функцій.
Реконфігуровані мультиплексори вводу-виводу для систем оптичного зв'язку є прикладом фотонних інтегральних схем, які замінили собою мультиплексори на основі дискретних елементів. Іншим прикладом широко використовуваної в оптичних системах зв'язку ФІС є оптичний передавач, в якому на одному чипі об'єднані його основні компоненти: напівпровідниковий лазер з розподіленим зворотним зв'язком, електрооптичний модулятор і напівпровідниковий підсилювач.
Використання ФІС дозволяє виготовляти більш компактні і з більш високою продуктивністю оптичні системи (у порівнянні з системами на основі дискретних оптичних компонентів), а також надає можливість їх інтеграції з електронними схемами для мініатюризації багатофункціональних оптико-електронних систем та приладів.